# Genagra
Genagra (in greco Γέναγρα?; in turco Nergizli o Nergisli) è un villaggio di Cipro. Esso è situato de iure nel distretto di Famagosta e de facto nel distretto di Gazimağusa. È de facto sotto il controllo di Cipro del Nord. Genagra prima del 1974 è sempre stato un villaggio misto.
Nel 2011 Genagra aveva 279 abitanti.

## Geografia fisica
Genagra è situata nella pianura della Messaria, a 6 km a sud-ovest di Lefkoniko, appena a sud dell'aeroporto di Lefkoniko.

## Origini del nome
Goodwin sostiene che Genagra significa "campo di serpenti" in greco cipriota. Nel 1958, i turco-ciprioti adottarono un nome turco alternativo, Nergisli, ovvero "luogo con fiori di narciso".

## Società

### Evoluzione demografica
Genagra è sempre stata un villaggio misto. I musulmani costituivano la maggioranza fino al 1921. Dall'inizio del XX secolo, la percentuale di popolazione greco-cipriota ha oscillato tra il 46% e il 54%. Nel 1960 i greco-ciprioti costituivano il 52% della popolazione di Genagra/Nergisli.
Non c'è stato alcuno sfollamento dal villaggio nel 1963-4, ma a causa delle tensioni intercomunitarie del 1964, l'UNFICYP vi è stata dislocata e vi è rimasta fino al 1974. Durante quest'ultimo periodo, la parte del villaggio controllata dai turco-ciprioti servì come centro di accoglienza per i turco-ciprioti sfollati dai villaggi vicini. Nel 1971, il geografo Richard Patrick ha registrato cinque sfollati turco-ciprioti che vivevano ancora lì. Dal 1964 al 1974, la zona del villaggio controllata dai turco-ciprioti fece amministrativamente parte dell'enclave turco-cipriota di Chatos/Serdarlı. Nel 1971, Patrick stimava la popolazione del villaggio in 290 turco-ciprioti e 228 greco-ciprioti.
Tutti gli abitanti greco-ciprioti di Genagra/Nergisli furono sfollati nell'agosto 1974. Essi fuggirono dall'esercito turco che avanzava verso la parte meridionale dell'isola. Attualmente, come il resto dei greco-ciprioti sfollati, i greco-ciprioti di Genagra sono sparsi in tutto il sud dell'isola. La popolazione sfollata di Genagra potrebbe essere stimata in circa 230 persone, dato che la popolazione greco-cipriota del villaggio ammontava a 221 persone nel 1960.
Attualmente Genagra è abitata principalmente dagli abitanti originari turco-ciprioti e dagli sfollati turco-ciprioti provenienti da varie località dei distretti di Paphos e Larnaca. Tuttavia, attualmente un piccolo numero di residenti proviene dai villaggi vicini e dalla Turchia. Secondo il censimento turco-cipriota del 2006, la popolazione totale del villaggio era di 293 persone.